# Associação Beneficente e Esportiva Catalana e Ouvidorense
A Associação Beneficente e Esportiva Catalana e Ouvidorense é um clube brasileiro de futebol da cidade de Ouvidor, no estado do Goiás. As suas cores são o laranja e preto.

## História
Fundada em 2007, na cidade de Catalão, com o cunho social de formação moral e educacional de crianças e adolescentes através do aprendizado do esporte, transfere-se para cidade de Ouvidor, onde em 22 de junho de 2016 cria o departamento de futebol. 
Em 2017 o clube garantiu o acesso e chegou a final da Terceira Divisão Goiana perdendo a decisão para o Jaraguá .
Em fevereiro de 2018 foi anunciada a desistência da equipe em disputar a Divisão de Acesso do estadual daquele ano em virtude de desgaste político com a Federação Goiana de Futebol, que teria pedido 150 mil reais para aceitar a transferência da equipe de Ouvidor para Três Ranchos, cidade turística e com mais recursos financeiros. O motivo alegado pela diretoria do clube para a mudança foi a falta de dinheiro da prefeitura de Ouvidor para reformar o Estádio Municipal Luiz Benedito.
Em 2023 o clube conquista a Terceira Divisão do Campeonato Goiano de 2023, batendo o Trindade na final.
No ano de 2024, o clube conquistou o acesso à primeira divisão junto ao Inhumas.
Em 2025, o clube surpreende a todos na elite do campeonato goiano e avança para as quartas de final da competição após empatar com o Goiás por 1 a 1 fora de casa, terminando a primeira fase na 8° colocação do campeonato. Nas quartas, foram eliminados nos pênaltis para o Anápolis.

## Títulos
| Estaduais | Estaduais                            | Estaduais | Estaduais  |
|           | Competição                           | Títulos   | Temporadas |
| --------- | ------------------------------------ | --------- | ---------- |
|           | Campeonato Goiano - Terceira Divisão | 1         | 2023       |